# Парегор
Парегор (грч. Παρηγορος) је у грчкој митологији била нимфа.

## Митологија
Била је божанство, односно дух или демон утехе, односно речи које умирују, што и значи њено име. Била је пратиља Афродите и Пејто, јер је била повезана са њиховим карактеристикама. Иако нигде није наведено, вероватно је била кћерка Зевса или Океана. У литератури се може наћи да је њено име и Парегорон. Паусанија је писао да је статуа ове богиње била постављена у храму у Мегари, а крај кипа богиње Пејто.